# Archivio Minich
L'archivio Minich è conservato nelle strutture dell'Istituto Veneto di Scienze, Lettere ed Arti, presso palazzo Loredan a Venezia.

## Storia archivistica
Nel 1893, alla morte di Angelo Minich,  l'Istituto Veneto di Scienze, Lettere ed Arti ricevette in eredità il fondo archivistico dell'ex socio e presidente dal 1886 al 1888, oltre ad una grossa somma in denaro.

## I documenti
L'archivio è suddiviso in due  parti: 
1. nella prima sezione sono conservate le carte dell'attività medica, preso l'Ospedale Civile di Venezia, di Angelo Minich. Tra questi documenti si possono trovare: nomine nelle commissioni di sanità, onorificenze, corrispondenza con società scientifiche, ecc.
2. nella seconda sezione invece è custodito l'insieme di testi manoscritti, appunti di lezioni e relazioni.